# Rhinaphe albicantalis
Rhinaphe albicantalis är en fjärilsart som beskrevs av Rothschild 1913. Rhinaphe albicantalis ingår i släktet Rhinaphe och familjen mott. Inga underarter finns listade i Catalogue of Life.